# 曹益民
曹益民（1962年6月—），四川蓬安人。中国人民解放军少将。

## 生平
曹益民是中国共产党党员。中国人民大学行政管理专业毕业。曾任兰州军区司令部军务部参谋、总参谋部办公厅（傅全有）秘书、总参谋部军务部第一编制局局长。2005年12月，任新疆军区独立第四摩步师师长。2007年6月，任兰州军区陆军第二十一集团军参谋长。2009年11月，任陆军第二十一集团军副军长。2011年8月，任陆军第四十七集团军军长。2013年3月，任陆军第二十一集团军军长。2017年1月，任中国人民解放军西部战区陆军参谋长。
2009年7月晋升少将军衔。
2013年，当选第十二届全国人大代表。